# بر پرده چینی
بر پرده چینی سفرنامه چین سامرست موآم است که در سال ۱۹۲۲ منتشر شد.

## ترجمه
جهانگیر زرافشان این کتاب را به فارسی ترجمه کرده است.